# حملة مروان بن محمد على القوقاز (114 هـ-121 هـ)
حملة مروان بن محمد بن مروان بن الحكم على القوقاز هي حملة عسكرية شنها مروان بن محمد الأموي (الخليفة الأخير للدولة الأموية الذي قُتل على يد العباسيون لاحقًا) عندما كانَ والياً وأميراً على إمارة أرمينية وأذربيجان الإسلامية (تشمل أرمينيا وجورجيا وأذربيجان وألبانيا القوقازية) ضد إمبراطورية الخزر وممالك جورجيا وأبخازيا، بأمر من ابن عمه والخليفة هشام بن عبد الملك بن مروان بن الحكم، وقد استمرت ما بين محرم، 114 هـ-مارس، 732 م حتى عام 121 هـ-739 م.
وقد بدأت في شهر محرم، 114 هـ-مارس، 732 م، وكانت امتداد لحملة ابن عمه مسلمة بن عبد الملك بن مروان على القوقاز التي انتهت بنفس الشهر من عام 114 هـ، والتي شارك فيها مروان بنفسه في كل معاركها وحِصاراتها وكان أحد قاداتها العسكريون.
وهي جزء من عدة حملات وغزوات شنها الأمويون على الخزر خلال 112 هـ-730 م و113 هـ-731 م بعدما قُتِل الجراح بن عبد الله الحكمي والي أرمينية وأذربيجان وتوغل الخزر بجيوشهم لأراضي المسلمين في القوقاز وما وراء النهر وبلاد فارس حتى وصلوا للموصل، وكان من ضمن هذه الحملات حملة سعيد بن عمرو الحرشي في القوقاز وحملة الجنيد بن عبد الرحمن المري في بلاد ما وراء النهر وحاربهم أيضاً سورة بن الحر الدارمي والي سمرقند الذي قُتل على يدهم أيضاً، وهدف هذه حملات الجنيد وسعيد التي أرسلها الخليفة هشام هو الحد من خطر الخزر وحماية المسلمين واستعادة ما احتلوه من الديار الإسلامية وردعهم عن غزو الدولة الأموية والانتقام منهم لما فعلوه مع الجراح بن عبد الله الحكمي وجيشه.
عندما قُتِل والي جنوب القوقاز الجراح، أرسل الخليفة هِشام سعيد بن عمرو الحرشي سريعاً إلى جنوب القوقاز مع جيش فهزم الخزر وحرر نساء الجراح الحكمي وأولاده وبقية أسرى المسلمين وأهل الذمة من قبضة الخزر، وهزمهم في عدة معارك وانتقم للمسلمين، ولم يكتفِ هشام بن عبد الملك بالانتصارات التي حققها سعيد فقام بتولية أخيه مسلمة بن عبد الملك على جنوب القوقاز مرة أُخرى في شهر شوال، 112 هـ-ديسمبر، 730 م وأرسله مباشرة مع جيش كبير كان من قاداته بعض أمراء بني أمية مثل ابن عمه مروان بن محمد، وأرسل معه أيضاً العباس ابن أخيه الخليفة الوليد بن عبد الملك وابنه سليمان بن هشام بن عبد الملك، قام مَسلمة بقتال الخزر لمدة عامين تقريباً وهزمهم وفتح عدة حصون وقلاع ومدن أكبرها مدينة دربند (باب الأبواب)، وقام بطرد الخزر من جميع أراضي المسلمين بالقوقاز واسترد جميع المدن التي اخذوها من المسلمين وجعل مدينة دربند عاصمة لإمارة أرمينية وأذربيجان وبناها من جديد وحصنها وقواها، وقام بتوطين أربع وعشرين ألف جندي من أهل الشام فيها، وجعل فرنر بن سويد الثعلبي نائباً مكانه على الإمارة، واستخلف ابن عمه مروان بن محمد على الجيش والجنود والمسلمين الذين فيها في شهر محرم عام 114 هـ، ثم عاد إلى الشام لأخيه هشام بن عبد الملك لكي يخبره بما حققه.
عند عودة الجيش للشام كانوا يتحدثون عن انتصارات مروان وبطولاته بدلاً عن انتصارات مسلمة أخيه فقام بتوليته على الإمارة، بعدما عرف الخزر بذهاب مسلمة عادوا إلى مدنهم التي فتحها مسلمة وسكنوها مجدداً، فجمع مروان ما استطاع من جنود الإمارة فقدّر عددهم بأربعين ألف، فسار بهم إلى شمال القوقاز وبدأ يحارب الخزر وطردهم من جديد وقتل من جنودهم أعداد ضخمة وآسر منهم الأولوف وسباهم، ثم في عام ربيع عام 115 هـ-733 عين هشام سعيد بن عمرو الحرشي على الإمارة لرغبة مروان العودة للشام فقاتلهم سعيد لمدة سنتين حتى أصابه مرض فعزله هشام وأعاد مروان لها ولكن مروان سرعان ما عاد للشام متخفياً لإخبار الخليفة هشام بخططه وأنه يريد شن حملة على الخزر وأهل القوقاز أقوى ممن سبقها من الحملات لانهاء خطرهم بشكل دائم ونهائي هم وأعوانهم من ملوك القوقاز وأمرائها، فأُعجِب هشام بقراره وطلب منه مروان أن يمده بجيش عدده 120 ألف جندي حتى يقوم بانهاء خطرهم ففعل هشام ذلك. ثم أرسل له هشام المدد الذي طلبه وهو 120 ألف وضمهم مع من استطاع من جنوده فكان عددهم 150 ألف جندي، فبدأ التخطيط للقضاء على مخاطر الخزر وذلك بخداعهم بأنه يريد الصلح والسلام معهم، وذلك لكي يكسب الوقت لتجهيز الجيش وتدريبه وتنظيمه فراسل ملك الخزر خاقان طالباً السلام معه وظل يُساير الملك حتى استعد عندها انقلب وأنذرهم بالحرب وتراجع عن معاهدة السلام، وأرسل رسول الخزر لكي يخبرهم بالحرب ومشى بالجيش وراءه بذات الوقت، وخلال المسير عبر مدينة بلنجر وفتحها ثم عبر مدينة سمندر (ثاني أكبر مدن الخزر وإحدى عواصمهم) وفتحها، وأكمل مسيره حتى وصل لعاصمتهم اتيل أو «البيضاء» كما سماها المؤرخون العرب، وما أن وصل رسول الخزر للملك لينذره بالحرب حتى صُدم الخزر بالجيش عند عاصمتهم اتيل، فارتعب الخزر وخافوا وقرر خاقان بنصيحة من مستشاريه الهرب من الجيش الضخم إلى الجبال فأخذ المسلمين العاصمة وبسطوا سيطرتهم عليها، ثم اتجه مروان لاوروبا بغية غزو شعوبها القريبة من اتيل فعبر نهر الفولغا وبحر قزوين فواجهه شعوب السلاف أو الصقالبة كما سماهم العرب، وهزمهم وآسر منهم أكثر من 20 ألف شخص وسباهم معه وعاد لاتيل.
ومع مرور الأيام أخبر أحد الجواسيس مروان أن الخاقان أرسل عليهم سراً جيش قوامه 40 ألف مقاتل وأنهم بالطريق، فأعد لهم مروان أربعين ألف جندي لمفاجأتهم بالطريق على رأسهم الكوثر بن الأسود العنبري التميمي فقام بقتل قائدهم هزار طرخان وقَتَل منهم 10 آلالاف وآسر 7 آلالاف، وترك الباقون يهربون وعاد لمروان. بعد ذلك أصاب الخزر الرعب والخوف الشديد من العرب وأنه لا مصير إلا طلب السلام، فراسل خاقان مع مروان يطلب الصلح فرفض مروان ووضعه أمام ثلاث خيارات وهي دخول الإسلام أو الجزية أو الحرب معه فقبل خاقان الإسلام وطلب قبل ذلك فقيهان يشرحان له الدين، وبعد أن عرف الإسلام دخله وبقي الفقيهان هناك يعلمانه الدين ودخل معه الدين كثير من عائلته والخزر، وبعدها تصالح معه مروان وأرسل له خاقان هدايا فقبلها وأصبحت دولة الخزر تحت سيطرته فجعل مروان خاقان ملكاً على دولة الخزر ولم يُغيّره أو يأخذ عرشه منه بسبب إسلامه وهكذا توقفت حروب الخزر والعرب.
ثم ترك أسيد بن زافر السُلمي نائباً على دربند كالعادة، وعسكر في بلد اسمه كسال - وكان بنى به مدينة سابقاً - فبقي هناك حتى انتهى الشتاء، فقرر غزو بلد يُقال له «السرير» فدخلها فبدأ يفتح حصونها وقلاعها وقصورها واحداً تلو الآخر وينتصر عليهم أحياناً عن طريق الحيلة وأحياناً يحاربهم فيهزمهم ويقتل الجنود ويآسر الباقون ويسبيهم ويهدم الحصون والقلاع بعدها حتى وصل لملكهم الذي هرب لأقوى حصونه وهو حصن «خيزج» فحاصره مروان فلَم يستطع دخول الحصن بأي طريقة كانت فأقسم أنه لن يغادر المكان حتى يستطيع دخول القلعة أو يموت أثناء ذلك، وأمر الجنود ببناء البيوت بجانبه وحاصره سنة كاملة حتى قام بأحد الأيام قرر التنكر كشخص عادي وغيّر مظهره وارتدى ملابس طباخه، وذهب إلى أصحاب القلعة وادعى أنه رسول يحمل رسالة من مروان يطلب فيها أن يتجول في القلعة حتى يقضي قسمه ونذره وعندها سيذهب ويتركهم بدون حرب -وقد تنكر لكي يتجسس على القلعة ويجد ثغرة ليدخل منها-، فقال الملك لخدمه متاخراً أن يأخذوا الرسول - وهو لا يعلم أنه مروان نفسه - لكي يرى أنه قلعتهم منيعة ولا يستطيع أحد دخولها، فرآها مروان ووجد ثغرة يستطيع الدخول منها للقلعة ثم خرج منها، فكتب رسالة يهدد بها الملك ويخبره أنه هو الرسول وأنه وجد ثغرة بالقلعة وسيهزمه قريباً فخاف الملك وعرض الصلح على مروان فوافق مروان مقابل أن يدفع الجزية للمسلمين وإتاوة ضخمة كل سنة وأن يخضع لهم فوافق الملك وخرج مروان منتصر، ثم اتجه إلى منطقة تومان وحاصرهم فخضعوا له فوراً وقبلوا بالجزية والإتاوة كل سنة، ثم ذهب لمدينة زريكران ففعلوا نفس الشيء ورضوا بدفع الجزية للمسلمين، ثم إلى أرض حمزين الذين رفضوا الجزية واستعدوا للحرب فحاصرهم شهراً وقُتِل الكثير من المسلمين فنادى مروان على الجيش يطلب مَن يجد طريقة للتغلب عليهم ويعده بالمكأفاة العظمى فتطوع رجل من قبيلة تنوخ وذهب إلى آخر المدينة وتسلق أسوارها حتى وصل لمكان عالٍ وصرخ «الله أكبر» فخاف الجيش ظناً منهم أن المسلمين دخلوا من خلفهم ففتحوا الباب واستسلموا وهرب ملكهم «حمزينشاه» إلى قلعة آخر واختبئ بها، وهُزِم شعبه فآسرهم المسلمين وأثناء مكأفاة مروان للتنوخي قام أحد الأسرى بقتله فغضب عليهم مروان وأمر بقتل كل جنود حمزين وقام بتخريب وتدمير 300 قرية بمدينتهم عقاباً، ثم ذهب لحصار حمزينشاه في حصنه فاستسلم له ودفع الجزية والإتاوة له كل سنة، وفرض على أهل طبرسرانشاه الجزية، وأكمل مروان فتوحاته حتى فتح كل حصن وقلعة وقصر في بلاد السرير وحمزين وتومان وسندان وما حولها، وخيّر أهلها بين الإسلام أو الحرب أو الجزية فرضوا بالجزية ثم عاد إلى دربند مع حلول الشتاء.
ولمّا حل الربيع جمع حوله ملوك الجبال المسلمين من شروان وإيران وقيلان وطبرستان مع جنودهم وذهب بهم إلى بلد اللكز لفتحها، وجعل أسيد بن زافر نائباً على الإمارة، فذهب وعسكر بقرية بيلستان الواقعة على ضفاف نهر السمور فبدأ يوزع رجاله وجنوده على بلاد اللكز يفتحونها وأرسل الغارات بكل اتجاه وحاصر ملكها أربيس بن بسباس، وبقي سنة كاملة يحاربهم ويقتلهم ويآسرهم يغير عليهم وطال الحصار حتى قرر الملك الهرب ليلاً مع بعض أصحابه متنكر يريد الذهاب لملك الخزر، ومروان لا يعلم، فهرب حتى تجاوز مدينة دربند فوجد أثناء تخييمه راعي غنم مع ماشيته فأمر أصحابه بسرقة شاة لأكلها وبسبب هذا قتله الراعي بسهم وهرب أصحاب الملك، وعندما عرف الراعي هويته ذهب وأخبر الأمير أسيد بن زافر فأمر بقطع رأس الملك ونادى ابنه يزيد بن أسيد السلمي وأمره بأخذ الرأس لمروان لكي يتأكد أنه قُتِل، فقام مروان بوضع الراس على رمح لكي يراه أهل القلعة فلمّا رأوه استسلموا فأعطاهم مروان الأمان وفرض عليهم الجزية وجعل أحد رجاله وهو خشرم السُلمي أميراً عليهم. ثم ذهب إلى قلعة سوران فاستسلموا له، ثم ذهب إلى الرودانية فحاربهم وانتصر عليهم.
ثم أرسل كتيبتين إلى جبل القبق ببلاد اللان ففتح أحدهما ثلاث حصون وأسلم كثير من أهلها، والآخر حاصر مملكة تومانشاه حتى استسلم فألقوا القبض عليه وقام مروان بإرساله إلى الشام للخليفة هشام فعفى عنه وأطلق سراحه وأرجعه مروان إلى عرشه مع الخضوع للمسلمين ودفع الجزية كل سنة. ثم غزا بلاد الملك ورتنيس من ثلاثة طُرُق وحاصرهم ورماهم بالمجانيق فهرب ورتنيس فقام بقتله أهل مدينة خمرين وبعثوا برأسه لمروان الذي رفعه لأهل بلده فاستسلموا. وظل يغزو حتى عام 121 هـ وبهذا اتم فتح جميع المدن غير المسلمة في أرمينية وأذربيجان وبلاد الخزر وجورجيا وداغستان وأبخازيا في جنوب القوقاز وأصبح كل السلطة بالمنطقة للمسلمين. ثم استقر كوالي للإمارة في دربند حتى مات هشام وأصبح الوليد بن يزيد الخليفة فأبقاه والياً حتى عام 126 هـ عندما حدثت الفتنة في دمشق وقُتِل الوليد فقرر عندها مروان العودة لانهاء الفتنة والانتقام ممن قتل الوليد، فجعل إسحاق بن مسلم العقيلي نائباً عنه على الإمارة وعاد للشام.

## الخلفية وما قبل الحملة
في عهد الخليفة هشام بن عبد الملك وصلت الدولة الأموية ذروة اتساعها إذ امتدت حدودها من أطراف الصين شرقاً حتى جنوب فرنسا غرباً، ومع هذا الاتساع زادت المخاطر على الدولة، وكان العدو الأكبر لحدودها الشمالية في القوقاز هُم الخزر، ثم نصارى أرمينيا وجورجيا، ثم السلاف أو الصقالبة، ثم قبائل الهون وبقية قبائل الأتراك فكانت إمارة أرمينية وأذربيجان الإسلامية (تشمل أرمينيا وجورجيا وأذربيجان وألبانيا القوقازية) هي أكثر إمارة عرضة لخطرهم لكونها المنطقة الحدودية بين دولة الخلافة وبينهم خصوصاً الخزر.
بدأت المواجهات العسكرية فعلياً بين الأمويون والخزر في العقد الأخير من القرن الهجري الأول بفضل الأمير مسلمة بن عبد الملك الذي عُين على إمارة أرمينية وأذربيجان (جنوب القوقاز) لمدة ثلاث مرات خلال حياته وكان ذلك لأسباب عسكرية بسبب تهديد الخزر للإمارة. وكان السبب في بدء المواجهات العسكرية أن الخزر خططوا في بدايات عهد الوليد بن عبد الملك عام 88 هـ-707 م لغزو جنوب القوقاز وكان سُيعاونهم في ذلك ملوك جبال القوقاز الجنوبية فعزم على غزوهم قبلاً فأرسل جيشاً إلى أرمينية واستعمل قائداً عليه أخيه مَسلمة وأرسل معه ابنه العباس بن الوليد بن عبد الملك ولكن آمر الجيش وهو في طريقه للاتجاه إلى مدينة طوانة الرومية لغزوها ففعل الجيش وقام فتحها بعد تسعة شهور من الحصار، ثم انشغل مسلمة بغزو مدينة عمورية واستطاع فتحها بذات العام ثم انشغل لعدة سنين خلال إكماله حملته في ديار الروم ففتح الكثير من مدنهم وحصونهم مما جعل ذهابه للخزر يتأجل حتى عام 91 هـ-710 م الذي انشغل خلال صيفه بغزو بلاد الروم مع ابن أخيه عبد العزيز بن الوليد بن عبد الملك.
خلال انشغاله أبقى الوليد عمه محمد بن مروان (والد الخليفة الأخير مروان بن محمد) والياً على إمارة أرمينية وأذربيجان الذي كان أخيه الخليفة عبد الملك بن مروان قد ولّاه عليها منذ عام 75 هـ-695 وبقي والياً عليها حتى مات أخيه وأبقاه عليها الخليفة التالي «الوليد» حتى عام 91 هـ-710 م، وخلال ولايته عليها أكمل الفتوحات بعد الصحابة وفتح أرمينيا بأكملها ودمر جميع الممالك المسيحية الأرمنية هناك وخاض عدة حروب معهم حتى استطاع هزيمتهم بشكل تام، قاد سلسلة حروب على الأرمن مع ابن أخيه القائد الأمير عبد الله بن عبد الملك بن مروان واستطاعا أخذ كل الأراضي التي تقع تحت سيطرة الروم البيزنطيون وتمكنوا من طردهم بشكل أبدي من جنوب القوقاز، وجعل جنوب القوقاز منطقة إسلامية أموية بحتة.
ولكنه عزل محمد عنها عندما تفرغ مسلمة في عام 91 هـ فولى مسلمة عليها فتوجه مسلمة بجيشه إلى جنوب القوقاز فعبر به أذربيجان حتى وصل لشمال القوقاز فهاجم مدينة دربند (تقع في روسيا اليوم) التي سماها العرب «باب الأبواب» فقام بضربها بالمجانيق وفتح عدة مدن وحصون خزرية ثم عاد إلى الشام.
وفي العام الذي يليه 92 هـ انشغل بغزو الروم مع أبناء إخوانه ففتح وغزا كثيراً من مدنهم وحصونهم،
 للعديد من السنين تاركاً وراءه إمارة أرمينية وأذربيجان الذي كان واليها الرسمي ولكن حكمها غيره كنواب بدلاً عنه وضعهم هو أو الوليد، وهُم عثمان بن الصحابي الوليد بن عقبة، وعبد العزيز بن حاتم بن النعمان الباهلي وأخيه عبد الله بن حاتم الباهلي، وعدي بن عدي بن عميرة الكندي ومعلق بن صفار البهراني والحارث بن عمرو الطائي.
كان مَسلمة خلال ولايته على الإمارة لا يذهب إليها إذ كان يبقى طيلة السنين في أرض الروم (تركيا اليوم) بغية فتحها يغزوها مدينة مدينة بجيشه لا يرتاح وأثناء انشغاله لم يقُم أحدٌ غيره بغزو الخزر مرة أُخرى، وكان لا يترك محاربة الروم إلا إذا أراد غزو الخزر، وفي عام 95 هـ-714 م عاد لغزو الخزر فعبر بجيشه من تركيا إلى الجزيرة الفراتية ثم إلى روسيا لأرض الخزر ففتح مدينة صول ومدينتان غيرها، وفتح مدينة شروان وجمران وبران، وغزا مجدداً مدينة دربند ففتحها وخربها ثم بناها بعد ذلك بتسع سنين.
بعد ذلك انشغل مسلمة مرة أخرى عن الخزر وغزوهم، وعاد بجيوشه للروم يكمل فتوحاته وحملاته كل صائفة وشاتئة من كل عام برياً وبحرياً حتى وصل لعاصمتهم القسطنطينية (إسطنبول اليوم) عامي 98 هـ-99 هـ وحصارها.
في عام 99 هـ قام جنود خزر بقتل بعض المسلمين في أذربيجان فقام النائب عبد العزيز بن حاتم الباهلي بملاحقتهم وحاربهم حتى هزمهم وقتلهم وهرب القليل منهم. بينما مَسلمة توقف عن الغزو الخارجي وفي عهد عمر بن عبد العزيز وأخيه يزيد بن عبد الملك وتوجه لقتال الخوارج مثل يزيد بن المهلب، ومثل شوذب الخارجي وأصحابه واستطاع القضاء عليهم جميعاً وهزمهم. بقي مَسلمة هو الوالي الرسمي على الإمارة حتى عزله أخيه يزيد وولى مكانه الجراح الحكمي عام 104 هـ-721 م بعد 14 سنة من تولية مَسلمة، فبدأ الجراح حملاته العسكرية على الخزر والأتراك الوثيون فقاتلهم كثيراً وهزمهم حتى فتح مدينة بلنجر وما حولها من الحصون والقلاع الخزرية.
استمر الجراح بالتصدي للخزر حتى مات يزيد الخليفة، وبعدما أخذ الخلافة هشام بن عبد الملك عاد مسلمة للغزو الخارجي كما كان في عهد أخويه الوليد وسُليمان إذ قام هشام سنة 107 هـ-725 م بعزل الجراح بن عبد الله الحكمي عن إمارة أرمينية وأذربيجان وولى بدلاً عنه أخيه مسلمة فتوجه مسلمة إليها فما كان منه إلا أن جعل الحارث بن عمرو الطائي نائباً عنه عليها وتركها، فاتجه مسلمة لأراضي الروم البيزنطيون في صيف تلك السنة لغزو الصائفة مع ابن أخيه معاوية بن هشام (والد عبد الرحمن الداخل) حيثُ غزا معاوية الصائفة بحرياً حتى عبر قبرص بينما غزا مسلمة برياً على رأس جيش آخر، وكان مع مسلمة ابن أخيه سعيد بن هشام بن عبد الملك الذي كان قائداً على جنود الشام. وبشتاء ذات العام قاد مسلمة حملة على بلاد الروم فسار من مدينة ملطية الرومية حتى أقام على مدينة قيسارية فغزاها وفتحها في يوم الأحد 4 رمضان 107 هـ-13 يناير 726 م، وفي سنة 108 هـ غزا الصائفة في الجبهة اليُمنى بينما كان عاصم بن يزيد بن عبد الملك على الجبهة اليسرى، وكان معاوية بن هشام بن عبد الملك وعبد الله البطال على المقدمة فافتتح خنجرة.
خلال انشغال مسلمة بغزو بلاد الروم غزا الخزر إمارة أرمينية وأذربيجان عام 109 هـ حتى توغلوا في أذربيجان فتوجه مسلمة لقتالهم ففرق جيشه في أذربيجان وأرمينية وغزاهم في بلادهم وأمضى الشتاء هناك وانتصر عليهم وغنم غنائمهم وسبى بعضهم، وفي العام التالي 110 هـ أكمل غزوه في ديارهم حتى قاتل ملكهم في فصل الشتاء بغزوة تسمى «غزوة الطين» لأنّ الجيش الأموي سار في حربهم بمواضع وأماكن غرق كثير من حيواناتهم فيها بسبب الوحل، وطالت هذه الغزوة أكثر من شهر وانتهت بانتصار مسلمة على الخزر وخلال المعركة قاسا المسلمين شدائد وأهوال صعبة، ولم تستطع هذه الحملة ردع الخزر الذين عادوا في العام التالي لغزو جنوب القوقاز، في عام 111 هـ قام هشام بعزل مسلمة عن القوقاز وأعاد الجراح الحكمي مرة ثانية. في عام 111 هـ غزا الخزر أذربيجان مع ملكهم خاقان بجيش ضخم فواجههم الحارث بن عمرو الطائي بجيشه وهزمهم، وفي أثناء عودتهم إلى بلادهم رأى الخزر الجنيد بن عبد الرحمن المري مسافراً إلى خراسان بعد تعيينه والياً عليها بذات الشهر ولَم يكُن معه إلا سبعة آلاف رجل فظنوا أنهم يستطيعون هزمه وقتله فقاتله الخاقان ولكن استطاع الجنيد هزمه فهرب الخزر وآسر الجنيد معه ابن أخ ملكهم فقام بإرساله أسيراً إلى الخليفة هشام.
بعد رحيل مسلمة تدهور الوضع بسرعة فتواجه الجراح معهم بعدة معارك واستطاعوا هزمه وقتله وإبادة جيشه قرب أردبيل في عام 112 هـ، وأسروا آلاف العوائل المسلمة ومعهم أولاد ونساء الجراح، وكان على رأس الجيش الخزري الذي هزم الجراح ابن ملك الخزر بارجيك أو نارستيك كما سماه العرب، وقام نارستيك بإهانة رأس الجراح بعد قطعه وذلك بتعليقه ورفع على رمح والطواف به بين الناس، وكان جيش الجراح مكون من 25 ألف جندي فقط بينما حشد الخزر 300 ألف جندي.
بعدها تجرأ الخزر أكثر على أراضي المسلمين وتفاقم خطرهم وانفجع المسلمين بسبب ما حدث مع الجراح وجيشه حتى وصل الخزر إلى الموصل، بسبب ذلك بعث الخليفة هشام القائد سعيد بن عمرو الحرشي مع جيش إلى القوقاز فاستطاع هزيمتهم واسترداد بعض المدن وحماية المدن المعرضة للخطر وحرر أسرى المسلمين من أيديهم خلال فترة بسيطة، ووحرر نساء الجراح الحكمي وأولاده وبقية أسرى المسلمين وأهل الذمة من قبضة الخزر، وهزمهم في عدة معارك وانتقم للمسلمين، ولم يكتفِ هشام بن عبد الملك بالانتصارات التي حققها سعيد فقام بتولية أخيه مسلمة بن عبد الملك على جنوب القوقاز مرة أُخرى في شهر شوال، 112 هـ-ديسمبر، 730 م وأرسله مباشرة مع جيش كبير كان من قاداته بعض أمراء بني أمية مثل ابن عمه مروان بن محمد، وأرسل معه أيضاً العباس ابن أخيه الخليفة الوليد بن عبد الملك وابنه سليمان بن هشام بن عبد الملك، قام مَسلمة بقتال الخزر لمدة عامين تقريباً وهزمهم وفتح عدة حصون وقلاع ومدن أكبرها مدينة دربند (باب الأبواب)، وقَتَلَ نارستيك ابن ملكهم الذي قَتَل الجراح وحارب ملك الخزر وهزمه في معركة كبيرة وقَتَل أغلب جيش الخزر، وقام بطردهم من جميع أراضي المسلمين بالقوقاز واسترد جميع المدن التي اخذوها من المسلمين وجعل مدينة دربند عاصمة لإمارة أرمينية وأذربيجان وبناها من جديد وحصنها وقواها، وقام بتوطين أربع وعشرين ألف جندي من أهل الشام فيها، وجعل فرنر بن سويد الثعلبي نائباً مكانه على الإمارة، واستخلف ابن عمه مروان بن محمد على الجيش والجنود والمسلمين الذين فيها في شهر محرم عام 114 هـ، ثم عاد إلى الشام لأخيه هشام بن عبد الملك لكي يخبره بما حققه.

## الحملة

### تولية مروان بن محمد على إمارة أرمينية وأذربيجان للمرة الأولى وقِتال الخزر
في شهر محرم عام 114 هـ-مارس، 732 م عاد مَسلمة من حملته العسكرية على الخزر التي دامت قرابة العامين ومعه الكثير من جنوده وأفراد جيشه الذين كانوا يتحدثون عن بطولات ابن عمه مروان بن محمد وانتصاراته بدلاً من أن يتحدثون عن انتصارات وبطولات مَسلمة، فوصل الكلام إلى الخليفة هشام بن عبد الملك الذي ما آن سمعه حتى أرسل إلى مروان الذي كان في أرمينية يخبره بقرار تعيينه والياً على أرمينية واذربيجان والجزيرة الفراتية مثلما فعل والده الخليفة عبد الملك بن مروان الذي ولّى أخيه محمد بن مروان على أرمينية واذربيجان والجزيرة الفراتية، وذلك بسبب بطولاته خلال حملة مَسلمة.
بعدما عَلِمَ الخزر بذهاب مسلمة عادوا إلى مدنهم التي فتحها مسلمة وسكنوها مجدداً، فجمع مروان ما استطاع من جنود الإمارة فقدّر عددهم بأربعين ألف، فسار بهم إلى شمال القوقاز لبلنجر ثم منها إلى بلاد الخزر الواقعة في روسيا وأوكرانيا فشن عليهم حملة عسكرية جديدة وبدأ يحارب الخزر ويطردهم من جديد حتى لا يعتدون على المسلمين كعادتهم، فبقى مروان سنة كاملة يسير بجيشه في بلادهم يُقاتِلهم حتى قَتَلَ من جنود الخزر أعداد ضخمة لا تحصى وآسر منهم الأولوف وسباهم معه واستاق مواشيهم وحيواناتهم، وذلك في ظروف مناخية صعبة عانى فيها جيشه من البرد والثلوج والأمطار والطين والوحول، فهُزِمَ الخزر وارتعبوا من مروان فهربوا إلى جبالهم من جديد.
لم يتكفِ مروان بهذا بل توغل في قارة أوروبا، وتعدى شمال القوقاز إلى ديار شعوب الصقالبة أو السلاف، وعبر بجيشه نهر الزَّم أو الرَّم فشرع يقاتل السلافيين لفترة طويلة فقَتَل الكثير من جنودهم وآسر أعداد ضخمة منهم حتى حَلَّ شتاء عام 115 هـ-733 فأنهى حملته منتصراً وعاد من أوروبا وروسيا إلى داغستان لعاصمة الإمارة مدينة دربند مع الغنائم والأسرى. وأمضى شتاء ذلك العام في دربند ثم حلَّ الربيع فأراد مروان العودة إلى أهله بالشام، فأرسل إليه الخليفة ابن عمه هشام يعزله عن الإمارة وجعل مكانه والياً القائد سعيد بن عمرو الحرشي الهوازني وعاد مروان للشام.

### تولية سعيد بن عمرو الحرشي وقتاله الخزر وتولية مروان مجدداً
بعد عودة مروان للشام أخذ سعيد بن عمرو الحرشي مكانه في حماية ثغر أو حدود دولة المسلمين الأموية في القوقاز إذ عينه هشام بن عبد الملك على الإمارة في ربيع عام 115 هـ-733. فذهب سعيد إلى مدينة دربند وجهز الجيوش، ثم ارتحل بالجيش إلى بلاد الخزر فأقام يغزو الخزر ويُحاربهم ويهزمهم معركة بعد معركة فلَم يتوقف عن حربهم وقتالهم ولا ليوم واحد، واستمر على هذا طوال سنتين حتى أواخر عام 116 هـ-735 الذي خلاله أصابه مرض جعل بصره يضعف ولا يرى إلا القليل فأرسل للخليفة هشام يقول له أن الماء الأسود قد نزل في عينيه وقد رقَّ بصره، فلا يستطيع أن يبُصِّر سهلاً ولا جبلاً وبهذا لا يستطيع أن يستمر في منصبه أو يُحارب الأعداء. فأرسل هشام طبيب من عنده حتى يعرف حقيقة مرض سعيد فذهب الطبيب وتأكد أنه مريض فأرسل لهشام يخبره بالأمر فقام بعزل سعيد عن الإمارة وأمره بالعودة لعنده، ونادى مروان بن محمد بن مروان وعيَّنه على إمارة أرمينية وأذربيجان مرة أُخرى فذهب مروان إلى القوقاز.

### عودة مروان سراً إلى دمشق قبل إكمال حملته على القوقاز
لم يَمضي الكثير بعد تعيين مروان والياً على الإمارة وذهابه إليه حتى قام تعيين أسيد بن زافر السُلمي والد القائد يزيد بن أسيد السلمي مكانه على الإمارة، وسافر إلى الشام بدون إخبار أحد أو إرسال رسالة إلى الخليفة هشام بن عبد الملك بن مروان يخبره فيها أنه قادم كعادة الولاة والأمراء، وما أن وصل إلى سوريا ذهب مباشرة إلى دار هشام التي يُقيم فيها فوجده وحيداً ينظر لضيعة له اسمها «الزيتون» ففاجئ هشام من وراءه بدون أن يستأذن من حاجبه ورجاله، ولمّا رآهـ هشام خاف وفزع بسبب عودة مروان بهذه السرعة وعدم إخباره لأحد أو حتى استئذانه فظنَّ هشام أنه قد حصل مكروه للمسلمين فقال لمروان: «ويحك مروان»، فقال له مروان: «نعم يا أمير المؤمنين، ضقتُ صدراً بما ساء ذكره لأمير المؤمنين، وضقتُ ذرعاً بما أذكره، فلَم أرى مَن يحمله غيري، ولَم أر أن يكون في كِتاب، ولا أبوح به إلى أحد فترى فيه رأيك»، فسأله هشام: «ومِمَ ذاكَ ؟»، فرد مروان:
| حملة مروان بن محمد على القوقاز (114 هـ-121 هـ) | إنه قَد كانَ مِنْ دُخُولِ الْخَزَرِ إِلَى بِلَادِ الْإِسْلَامِ وَقَتْلِ الْجَرَّاحِ وَغَيْرِهِ مِنَ الْمُسْلِمِينَ ما كان فساح في بلاده وقتل عامله، وانتهك من حرمة الإسلام ما قد علمه أمير المؤمنين، ثم قفل إلى بلاده وقد أبقى على المسلمين عارها ما كانوا مِمَا دَخَلَ بِهِ الْوَهْنُ عَلَى الْمُسْلِمِينَ، ثُمَّ رَأَى أَمِيرُ الْمُؤْمِنِينَ أَنْ يُوَجِّهَ أَخَاهُ مَسْلَمَةَ بْنَ عَبْدِ الْمَلِكِ إِلَيْهِمْ، فَوَاللَّهِ مَا وَطِئَ مِنْ بِلَادِهِمْ إِلَّا أَدْنَاهَا، ومَاَ صَنَعَ شيئاً، ولقد أخرجه كسعاْ كالمُنهِزم، فلا يزال عار ذلك فينا وفيهم ما كانوا، وذلك أن مَسلمة لَمَّا رَأَى كَثْرَةَ جَمْعِهِ وكثرة من معه أَعْجَبَهُ ذَلِكَ، فَكَتَبَ إِلَى الْخَزَرِ يُؤْذِنُهُمْ بِالْحَرْبِ ويتهددهم بجموعه، وَأَقَامَ بَعْدَ ذَلِكَ ثَلَاثَةَ أَشْهُرٍ، فَاسْتَعَدَّ الْقَوْمُ وَحَشَدُوا، فَلَمَّا دَخَلَ بِلَادَهُمْ لَمْ يَكُنْ لَهُ فِيهِمْ نِكَايَةٌ، وَكَانَ قُصَارَاهُ السَّلَامَةُ، وَقَدْ أَرَدْتُ أَنْ تَأْذَنَ لِي فِي غَزْوَةٍ أطأ فيهم حريمهم، وأنتقم للمسلمين منهم وأُذْهِبُ بِهَا عَنَّا الْعَارَ، وَأَنْتَقِمُ مِنَ الْعَدُوِّ | حملة مروان بن محمد على القوقاز (114 هـ-121 هـ) |
فقال هشام: «قَدْ أَذِنْتُ لَكَ»، فقال مروان: «وَتُمِدُّنِي بِمِائَةٍ وَعِشْرِينَ أَلْفَ مُقَاتِلٍ   فَارِسٍ رَامحٍ ؟»، فوافق هشام على إعطاءه هذا العدد الضخم من الجنود مع خيول وأحصنة بذات عدد الجنود، وأكمل مروان كلامه: «وتكتم ذاك عن خاصتك وعامتك ؟ فإني لو قدمت البلاد أذعت محاربة أمة من الأمم ممن خولنا غيرهم، فإذا قدمت الجنود وفرغت من أمورهم اغتررتهم بالدخول عليهم»، يقصد أن يُبقي هشام الأمر سراً بينهما ولا يخبر أحداً عن إكمال الحملة على الخزر حتى لا يعرفون ويتجهزون للحرب، فوافق هشام ولَم يُخبر أحد عن الأمر وجمع الجيش الضخم له وأرسله له إلى القوقاز، بينما عاد مروان إلى دربند ينتظرهم ليبدأ الحرب.

### فتوحات أرمينية وخِداع الخزر بالسلام وفتح بلادهم والسيطرة عليها وإسلام ملكهم
عاد مروان إلى دربند بينما كان هِشام يجمع له الجنود وعدة الحملة حتى يستطيع مروان إنهاء الخزر وخطرهم الذين دام لعدة عقود وعشرات السنين، فقام بجمع جنود مِن شتى بقاع الشام والجزيرة الفراتية والموصل وعدد لا يُحصى من رجال شبه الجزيرة العربية ومصر الذين تطوعوا للجهاد ولما انتهى من تجميع 120 ألف فارس رامح أرسلهم إلى القوقاز لمروان بن محمد.
بعد وصول الجيش لدربند أذاع مروان ونشر بين الناس والممالك غير المسلمة أنه يُريد بهذا الجيش محاربة ملك اللان وليس الخزر أو غيرهم بينما كان ينوي به أن يغزو جميع المناطق غير الواقعة تحت حكم المسملين في القوقاز ويفتحها ويُقاتل أهلها. ثم قام مروان بإرسال رسالة إلى ملك الخزر يخبره فيها أن العرب اكتفوا مِن حروبهم معهم ويريدون الصلح بعد ويطلبون السلام، ففرح ملك الخزر بهذا ظناً منه أنَّ بني أمية رضخوا وأخيراً للخزر فقام بإرسال وفد خزري إلى مروان حتى يتفقون على اتفاقية السلام التي سيُقيمونها بينهم. ولما وصل إليه الوفد الخزري أحسن مُعاملتهم وأبقاهم ضيوفاً عنده، واستمع إلى شروطهم وطلباتهم لأجل الصلح، وزعم أنه لا يريد إلا السلام معهم وأنه موافق على كل شيء يعرضونه ويطلبونه، قام مروان بتأخير الوفد وأبقاه عنده لفترة طويلة يخدعهم بالمعاملة الحسنة والكرم ويظهر لهم الهدنة والسلام، وفي هذه الأثناء بدأ يُجهزه ويدربه ويُرتب صفوفهم ويوزعهم على شكل كتائب وفيالق، ويضع على رؤوسهم القادة ويرتبهم يمنة ويسرة وشمال وجناح حتى انتهى من تعبئتهم واستعدوا أتم الاستعداد للحملة. عندها مروان توقف عن مُماطلة الوفد، وابتكر وسيلة وعذراً يُسوغ له التشاجر والتخاصم مع الخزر ليفسخ معاهدة السلام معهم، وأخبرهم أنه بعد هذا الأمر لَم يبقى بينهم إلا الحرب والعداوة، وأن يذهبوا ليخبروا ملكهم وينذرونه بالحرب وأنه قادم إليهم مع جيشه وقال لهم: «أعلموا صاحبكم أني قد أذنته بحربٍ».
ثم آمر بأن يذهب رجاله مع الوفد الخزري لتوصيلهم لديار الخزر وآمر رجاله أن يأخذوهم من طريق طويل حتى لا يصلون بسرعة لملك الخزر، وبذات اللحظة التي خرجوا فيها ركب هو فرسه وخرج بجيشه من طريق آخر مختصر ببلاد اللان حتى يصل قبلهم إلى ديار الخزر ويُفاجئ خاقان ملك الخزر بوسط أرضه. سار مروان بجيشه حتى وصل منطقة اسمها كسال واقعة بين مدينة برذعة وبين مدينة تفليس فقام ببناء مدينة هناك سماها على كسال أيضاً، ثم أكمل مسيرة جيشه وفي طريقه مر بممالك ارمينيا المسيحية فقاتل وحارب ملوكها وبطارقتها وانتصر عليهم وفتح بلادهم وجعلها تحت سيطرة المسلمين وأذعن أهلها له بالسمع والطاعة. ثم تقدم بالجيش وكان لا يمر بقلعة أو مملكة أو حصن إلا وهزم جيشه وفتح أرضهم وأخضعهم مدينة تلو الأخرى حتى فتح جميع قلاع وممالك أرمينية كلها.
ثم أرسل إلى نائبه على الإمارة أسيد بن زافر السلمي يأمره أن يأتي هو ومعه كل الجنود الذين معه ويوافيه في مدينة سمندر (ثاني أكبر مدن الخزر وإحدى عواصمهم)، ثم أكمل مسيره ودخل بلاد اللان ففتحها وحارب جيوشها فقتل الكثير من جنودهم وآسرهم وسباهم وأحرق مدنهم، حتى وصل إلى شمال القوقاز ودخل بلاد الخزر فدخل بلنجر وحارب جيشها والخزر الذين فيها وفتحها، ثم أكمل حتى وصل إلى مدينة سمندر فحارب جيشها وفتحها وأخضعها تحت سلطته. وهناك أتى إليه أسيد بن زافر السلمي مع 30 ألف جندي إضافة إلى ملوك جبال جنوب القوقاز الذين انضموا إليه فقام مروان بإعادة ترتيب وتنظيمه الجيش من جديد فجمعهم حتى أصبح عددهم 150 ألف جندي وكان هذا الجيش هو أكبر عدد حارب فيه المسلمين أهل القوقاز على مر تاريخهم ولَم يجمعوا قبله أو بعده جيشاً بمثل قوته وعدته وعدده، وقام مروان بجعل الجميع يرتدون ملابس بيضاء سواء كانوا القادة أو الجنود أو الفرسان أو المشاة أو التابعون حتى الخدم - وذلك لأن أمراء وخلفاء بني أمية كانوا لا يرتدون إلا الملابس البيضاء ورايتهم لونها أبيض أيضاً حتى لقبهم أهل الصين بأصحاب الملابس البيضاء-، وقام مروان بجعل الجميع يرتدون على رؤسهم خوذة من سنان ثم سار بهم إلى عاصمة الخزر اتيل الواقعة في روسيا اليوم (وقد سماها العرب «البيضاء»)، وعلق المؤرخ ابن أعثم الكوفي على مظهر الجيش خلال المسير قائلاً: «ولم يترك معه قائداً ولا تابعاً ولا خادماً إلا ألبسه بيضة، وحمله رمحاً وفي رأسه سنان كأنه شعلة نار، وكان العسكر من شدة البريق لا يمر به طائر فيجاوزه حتى يسقط متحيراً من شدة بريقه وشعاعه».
ثم وصل إلى اتيل العاصمة التي يعيش فيها خاقان ملكهم، وبذات الوقت وصل الوفد الخزري فأخبروا ملكهم بالحرب وأن مروان قد جمع جيشاً قوياً لَم يروا مثله قط وأنه مستعد أتم الاستعداد لهم، ووصل الخبر إليه أن مروان على أبواب المدينة بجيشه يُحاصره، وعندما علم الخزر بعدد الجيش وعدتهم وقوتهم أمتلئت قلوب الخزر رعباًً، وقام ملك الخزر مُستشاريه وأصحابه يسألهم عما يفعل فقالوا له: «إن مسلمة بن عبد الملك آذنك بحربه، وتصرع في بلاده حتى جمعت له، وإن هذا اعتراك فقد رهقك وقد اغترك ودخل بلادك، فإن أنت سرت إليه بمن حضرك هزمك وبلغ منك، وإن أنت أردت أن تجمع له لم يجتمع لك جنودك ثلاثة أشهر، وإلى ذلك ما قد بلغ منك ومنك، فالرأي أن تلحق بكورة كذا وكذا من أقصى بلادك، وتدعه في البلاد يبلغ منها ما بلغ»، أي أنه لا يستطيع حربه والأولى له أن يهرب وينجو بحياته، وفعلاً هرب للاختباء بجبال القوقاز تاركاً وراءه شعبه ومملكته فحاربهم مروان وقَتَل الكثير من جنودهم وآسر وسبى عشرات الأولوف من الخزر وأخذ غنائمهم، وفتح مدينة اتيل وحرق الكثير من مدنهم ودمرها وخربها، ويقول المؤرخ ابن الأثير: «ودخل مروان البلاد وأوغل فيها وأخربها وغنم وسبى وانتهى إلى آخرها، وأقام فيها عدة أيام حتى أذلهم وانتقم منهم».
ثم سار بالجيش إلى آخر بلاد الخزر وقرر الاتجاه لاوروبا بغية غزو شعوبها القريبة من اتيل فعبر نهر الفولغا وبحر قزوين فواجهه شعوب السلاف أو الصقالبة كما سماهم العرب، وهزمهم وآسر منهم أكثر من 20 ألف شخص وسباهم معه. وفي هذه الأثناء أخبر أحد الجواسيس المسلمين مروان أن الخاقان أرسل عليهم سراً جيش قوامه 40 ألف مقاتل على رأسهم القائد هزار طرخان وأنهم بالطريق، وكان جيش مروان على الضفة الأخرى من نهر الفولغا فنادى مروان رجل من أحد قاداته اسمه الكوثر بن الأسود العنبري التميمي، وقال له: «ويحك يا كوثر! إنه قد جاءني عين فخبرني أن خاقان ملك الخزر قد وجه إلينا بطرخان من طراخنته يقال له هزار طرخان في أربعين ألفاً من أبناء الطراخنة ولكن جز هذا النهر إلى ما قبلهم واكمن لهم في مثل عدتهم، فإذا أصبحت‌ فإني موافيك إن شاء الله ولا حول ولا قوة إلا بالله العلي العظيم»، فطلب الكوثر من مروان أن يمهله إلى الغد بسبب حلول الليل قائلاً: «أصلح الله الأمير! إنا قد أمسينا وهذا وقت يختلط فيه الظلام، فليمهلني الأمير إلى غد»، فغضب منه مروان وآمره أن يعبر نهر الفولغا بـ 40 ألف جندي حالاً وأخبره مروان أنه سيلحقه ببقية الجيش غداً، فقام الكوثر باختيار 40 ألف جندي من فرسان العسكر وعبر بهم النهر ليلاً، فسار الكوثر بهم حتى أشرقت الشمس وخلال سيرهم في أحد الغابات واجهوا 21 جندي من الخزر معهم كلابهم كانوا يصيدون طعامهم فهاجموا الجيش المسلم وانتهى بهم المطاف مقتولين على يد المسلمين وأخذوا أسلحتهم ودوابهم، ثم أكمل المسير حتى لاحظوا في السماء دخان فتتبعوا مصدر الدخان حتى وصلوا للمكان الذين يُعسكر به جيش الخزر فتحارب معهم الكوثر وقَتَل منهم 10 آلاف جندي وآسر سبعة آلاف بينما هرب بقية الجيش للأودية والجبال. ثم سأل الكوثر الأسرى الذين معه عن مكان قائدهم هزار طرخان قائلاً: «خبروني ما فعل قائدكم هزار طرخان؟»، فقالوا له أنه خرج يصيد مع أصدقاؤه ولم يعود ولا يعلمون ما حدث له بعدها فعَلِم الكوثر أن الذين واجههم بالغابة وقتلهم هم القائد وأصحابه، ثم سار الكوثر راجعاً مع الأسرى والجيش فلم تطلع الشمس من اليوم الثاني إلا ورأس هزار طرخان ورؤوس أصحابه في عسكر مروان على أطراف الرماح.
عندما سمع الخاقان خاف وارتعب كثيراً فقرر الاستسلام، وأرسل لمروان رسالة يقول فيها: «أيها الأمير! إنك قد سبيت الخزر والصقالبة وقد قتلت وبلغت غايتك، فما الذي تريد؟»، فعرض عليه أنه يريد منه ثلاثة أشياء يختار منها ما يشاء وهي أن يدخل الإسلام أو يدفع الجزية هو وقومه أو يُحاربه ويبحث عنه ويقتله ويجعل شخص آخر يحكم إمبراطورية الخزر الذي كان مروان يُسيطر عليها، فرد الخاقان برسالة يقول: «أيها الأمير! إني قد قبلت الإسلام وأجبت وأحببت، ولكن وجه إليَّ برجل من أصحابك يشرحه لي.» 
عندها أرسل مروان فقيهان هُما نوح بن السائب الأسدي، والاخر عبد الرحمن بن فلان الخولاني فعرضا عليه الإسلام وشرحوه له وإخبروه بالشريعة، فقال خاقان للترجمان: «قل لهما عني: أريد منكما أن تحلا لي الخمر والميتة» أي يطلب أن لا يحرموا عليه شرب الخمر وأكل جثث الحيوانات، فقال الخولاني للأسدي: «تحل له ذلك حتى يسلم، فإذا أسلم وأسلم القوم أخبرناهم أن ذلك حرام عليهم»، أي نسمح لهم بفعل هذا حتى ينطقون الشهادة عندها نخبرهم أنها حرام عليهم ولكن عارضه الفقيه الآخر فائلاً: «ما كنت بالذي أحل ما حرم الله ولا أحرم ما أحل الله، لان الدين لا يصلحه إلا النصيحة والصدق»، ثم أقبل الأسدي على الترجمان فقال له: «قل لصاحبك هذا إنه ليس في دين الإسلام أن أحل الحرام ولا أن أحرم الحلال، فإن أسلمت حرمت عليك الميتة والدم ولحم الخنزير و كل شيء لا يذكر عليه اسم الله إذا ما ذبح»، ثم قال خاقان للترجمان عندما علم أنهم حرموها عليه رغم أنه ملكاً ولم يخافوا منه مادحاً لهم ولدينهم: «قل لهما عني: أنتم المسلمون حقاً» ثم أعلن إسلامه أمام الجميع وأسلم معه الكثير من العائلة الملكية الخزرية إضافة إلى كثير من الخزر وبقي الفقيهان هناك يعلمونهم الإسلام.
بعدها جعله مروان حاكماً على إمبراطوريته وأقره عليها ولَم يأخذ عرشه منه بسبب إسلامه وهكذا توقفت حروب الخزر والعرب، وأرسل الخاقان هدايا لا تحصى إلى مروان فقبلها مروان وتأخى معه أخوة الإسلام. وأخذ مروان جيشه من أرض الخزر عائداً إلى دربند، وكان معه 60 ألف أسير 20 من الصقالبة و40 ألف من الخزر، فأبقى أسرى الصقالبة في مدينة اسمها خاخيط ووضع عليهم أميراً يحرسهم ولكنهم قتلوا الأمير وهربوا فلحقهم مروان بجيشه فقتلهم، أما أسرى الخزر البالغ عددهم زهاء 40 ألف أو أكثر فقد أسكنهم في سهل أرض اللكز ما بين نهر السمور والشابران. ثم أرسل إلى الخليفة هشام يخبره بما فعله والنصر وإسلام ملك الخزر، ثم أرسل إليه الخُمُس من جميع الغنائم والأسرى والسبي والعبيد الذين معه إلى هشام.

### فتح بلاد السرير
بعد أن أنهى مروان أمر الأسرى كان قد حل فصل الشتاء، فذهب بجيشه إلى مدينته كسال وأقام فيها حتى انتهى الشتاء، - وكان مروان لا يُحارب بالشتاء بسبب وعورة الطرق وصعوبة المسير مع قسوة شتاء القوقاز وثلوجه وأمطاره وعواصفه وأعاصيره -، ولما جاء الربيع قرر أن يواصل غزواته في جميع بلاد القوقاز غير المسلمة، فتوجه إلى مملكة سماها العرب «السرير» - وهي مملكة واسعة تقع بين بلاد اللان ودربند ليس لها إلا طريقين طريق إلى أرمينيا والآخر طريق بلاد الخزر -، وحينها أرسل مروان إلى نائبه على الإمارة أسيد بن زافر السلمي يأمره أن يأتي إليه مع الجند والمقاتلين الذين هناك، ثم رحل مروان من كسال حتى عبر نهر الكر ووصل إلى بلد يقال له شكى ومن شكى إلى بلاد السرير، وما آن دخل البلد حتى وصل إلى قلعة يقال لها قلعة البلال - وهي قلعة منيعة وحصينة -، ففرض عليها الحصار لمدة شهر كامل وحاول بكل الطرق فتحها فلم يستطع ذلك حتى خطرت له حيلة من الحيل، بعدها نادى الحدّادين الذين معه فأمرهم أن يصنعوا له أعمدة من حديد مثل السكك، ففعلوا ذلك، ثم أمرهم أن يأتوا بألواح من الخشب وعندما انتهوا من صنعها، أختار 8 آلاف رجل من أفضل جنوده وآمر بوضع ألواح الخشب وأعمدة الحديد على البغال، فسار بالجنود والبغال إلى آخر القلعة عندها آمر أن يضعوا أعمدة الحديد بين حجارة السور واحداً تلو الآخر ثم آمرهم بوضع لوحين من ألواح الخشب عليها، بعدها آمر الجنود بالصعود عليها فاستمروا بوضع أعمدة الحديد وألواح الخشب حتى وصلوا إلى سطح القلعة، وأهل القلعة غافلون لا يعلمون أن المسلمين دخلوا عليهم من الخلف، فصعد مروان بن محمد ومعه جنوده فاقتحموها وقاتلوا جنودها حتى استطاعوا هزيمتهم وفتحوا باب القلعة لبقية الجيش، ثم جلس مروان على صخرة عند باب القلعة فأمر بإحضار بقية الجنود رجلاً تلو الرجل فقتلهم بنفسه حتى لَم يبقى أي جندي بالقلعة وآسر وسبى بقية سكان القلعة وآمر بهدم أسوار القعلة فهُدِم حتى سُوِّي بالأرض.
ثم ذهب إلى حصن غومسك فقاتلهم كثيراً حتى انتصر عليهم فقتل جنودهم، وسبى وآسر بقية سكان المنطقة، وهدم حصنهم. في تلك الأثناء وصل الخبر لملك بلاد السرير أن مروان توغل في بلاده وأنه في طريقه إليه فهرب إلى أقوى قلاعه وهي قلعة تسمى خيزج فلحقه مروان حتى وصل إليها ففرض عليها الحصار وعسكر بجيشه حولها فمضت أياماً وهو يحاول فتحها أو حتى الدخول إليها ولم ينفع معه أي شيء ولم يقدر عليها بوجه من الوجوه أو حيلة من الحيل فغضب كثيراً، عندها أقسم مروان على القرآن بيمين ليست لها كفارة أو قضاء أنه لن يترك هذه القلعة حتى يستطيع دخولها أو يموت وهو يُحاول فتحها والسيطرة عليها، بعدها أمر الجنود بأن يبنوا لأنفسهم بيوتاً يعيشون فيها لأنهم لا يُغادروا مكانهم حتى ينتصرون على أهل القلعة فبقى مروان مع جنوده سنة كاملة يحاصرونها حتى خطرت لمروان حيلة تمكنه من تحقيقه قسمه بدخول القلعة وأيضاً تُمكنه من التجسس على القلعة وتحديد مكان يستطيع منه هزيمتها والانتصار على القلعة.
بعدها قام مروان لتنفيذ حيلته، فاستحم وغسل جسده ودلكه تدليكا شديداً حتى ذهبت رائحة العطور والطِيب منه وذلك حتى لا يشم أهل القلعة رائحة الطيب والعطر الكثير على جسده فيعرفون أنه ليس رجلاً عادياً ويشكون به، ثم نادى طباخه وآمره بإعطاؤه ملابسه فارتداها مروان ولف على رأسه عمامة قذرة وتنكر على هيئة رجل عادي فقير، ثم جلس وكتب رسالة يقول فيها: «من مروان بن محمد إلى صاحب السرير: أما بعد فإني قد حلفت أني لا أنصرف أو تسالمني وأسالمك آخر الدهر، فإن رأيت أيها الملك أن تأذن لرجلي حتى يدخلها وينظر إليها فعلت ذلك منعماً إن شاء الله تعالى.»، أي أنه إذاً جعل رسول مروان - وهو نفسه مروان - يتجول بالقلعة فإنه سوف يُغادر ويتركه وشأنه، ثم أخذ الرسالة وذهب وحده متنكراً لباب القلعة فاستأذن من الحراس قائلاً: «قولوا للملك: رسول مروان بالباب»، فأذن له الملك بالدخول فذخل مروان وحده وأعطى ترجمان الملك الرسالة فقرأها على الملك بلغته حتى انتهى فقال الملك لرجاله متفاخراً بقوة قلعته: «خذوا هذا الرجل وأديروه في القلعة حتى ينظر هل لأحد إليها من سبيلٍ ؟!!»، أي دعوه يرى القلعة أنها لا تُهزم من شدة قوتها وحصانتها، فأخذوا مروان وهم لا يعرفونه هويته فجعلوه يرى كل القلعة حتى وجد ثغرة ضعيفة يستطيع منها أن يدخل للقلعة فحفظ موضعه وتعرف عليه، ثم أكمل مروان خداعه لهم بأن المسلمين يتجهزون لترك القلعة قائلاً: «أعطوني خبزاً آكل فإني جائعٌ وأخاف أن يرحل مروان ولا ألحقه» فصدق أهل القلعة أن مروان في طريقه لتركهم وأعطوا الرسول خبزاً ولحماً وأخرجوه من القلعة، وما آن خرج مروان من القلعة حتى ارتدى ثيابه وأخذ قلمه وكتب إلى الملك يخبره بأنه استطاع تبرير قسمه ودخل القلعة وتعرف على مكان يقدر منه دخولها مرة أخرى، وكان محتوى رسالته: «أما بعد يا ابن الخبيثة! فأنا مروان بن محمد، وأنا الذي كنت رسول نفسي، فقد أبررت بيميني التي كنتُ حلفتُ بها أني لأدخل إلى قلعتك، وقد دخلتها ودرت فيها وعرفت مسالكها، وأنا أرجو أن أدخلها ثانية إن شاء الله وأنفكَ راغمٌ فانظر أي رجلٍ تكون!»
بعد هذه الرسالة ارتعب الملك كثيراً وعلم أن مروان خدعه ودخل قلعته بالحيلة، فخاف على نفسه وبلده فأتقى وأرسل لمروان يستسلم ويطلب الصلح والسلام ووافق على دفع الجزية وإتاوة وهي ألف رأس من العبيد 500 منهم جواري و500 رجال، ومائة ألف مدي من الطعام والشراب - والمدي يقدر بـ 19 صاع -، وعشرة آلاف دينار ذهبي يرسلونها كلها بداية كل سنة للمسلمين في دربند، وأخذ مروان رهناً من الملك على ذلك، وأبقى مروان الملك على بلاد السرير ولَم يُغيره وأقره على مُلكه وخرج منتصراً.

### فتوحات تومان وزريكران ووردكران وحمزين وسندان وغيرها
ثم ذهب لمدينة تومان فأقام على حصنها وحصاره فرضخ ملكهم واستسلم ففرض عليه مروان الجزية ومئة عبد خمسين جواري وخمسين رجال، وألف دابة من الحيوانات، وعشرين ألف مدي من الطعام يُحمل إلى الإمارة كل سنة. ثم سار لمدينة زريكران ففرض عليهم الجزية و50 عبد و10 آلاف مدي من الطعام يحملونه للعاصمة دربند كل سنة. ثم سار لمدينة وردكران فصالحوه أهلها على الجزية أيضاً.
ثم سار مروان من عندهم إلى منطقة حمزين فإذا أهلها قد استعدوا لمحاربة مروان فحاربهم مروان كثيراً ولفترة طويلة حتى قاموا بقتل الكثير من المسلمين ثم دخلوا إلى حصنهم، وحصارهم شهراً كاملاً فزاد غضب مروان لأنهم قتلوا المسلمين فصرخ على الجيش يقول أنه أيما رجل منهم استطاع فتح حصنهم وقلعتهم فسيقوم بمكافأته مكافأة عظيمة فتقدم رجل عربي من قبيلة تنوخ، وقال: «أنا لها أيها الأمير»، فصعد من مكان لاحظ أنه ثغرة بالحصن حتى وصل إلى رأس القلعة فصرخ «الله أكبر» ففزع الجنود ظناً منهم أن المسلمين دخلوا عليهم من الخلف ففتحوا باب القلعة وسلموها بما فيها، فدخلها المسلمون عنوة، وهرب ملكها حمزينشاه إلى قلعة أخرى فتحصن بها، فغنم المسلمون ما كان فيها من الأموال وسبوا أهلها وآسروهم، ثم نادى مروان التنوخي ليُكافئه وأعطاه مُكافئته، وبينما هو واقف ركض إليه أحد الأسرى وضمه إليه واعتنقه وركض به نحو الوادي ورمى بنفسه مع التنوخي فيه فتقطع جسديهما على الحجارة، فغضب مروان لقتل الرجل الذي جعل المسلمين ينتصرون أشد الغضب فآمر بقتل جميع الأسرى من الرجال فما أبقى أي رجل منهم انتقاماً للتنوخي، ثم نشر فرسانه في المدينة وآمرهم بتخريبها وتدميرها حتى دمروا وخربوا 300 قرية انتقاماً للتنوخي وتخويفاً لملك حمزين الهارب حتى يستسلم.
ثم ذهب مروان للقلعة التي بها حمزينشاه ففرض عليها الحصار فاستسلم بسرعة، وفرض عليه مروان الجزية و500 من العبيد، و30 ألف مدي يحملونها لدربند كل عام. وفرض على أهل طبرسرانشاه الجزية و10 آلاف مدي كل سنة يحملونها لدربند. بعدها فتح مسدار واستسلم له أهلها ودفعوا الجزية، ثم ذهب مروان لكيران ففتح فيها مملكة طبرستان ومملكة فيلان فصالحه أهلها على الجزية والخضوع لسيطرة المسلمين.
واستمر مروان بعدها يفتح قلعة بعد قلعة وحصن بعد حصن ومدينة بعد مدينة حتى استطاع فتح كل بلاد السرير وحمزين وتومان وسندان وما والاها وخيّر أهلها بين الإسلام أو الحرب أو الجزية فرضوا بالجزية، ثم حل الشتاء فاضطر مروان مجبراً للعودة إلى دربند لأنه لا يستطيع الغزو بالشتاء فبقي بجيشه هناك.

### فتوحات بلاد اللكز والرودانية وباب اللان وبلاد ورتنيس وتومانشاه وسوران
ما آن حل فصل الربيع وانتهى الشتاء حتى جمع مروان جيشه من جديد، وأرسل إلى ملوك جبال جنوب القوقاز وملوك شروان وإيران وقيلان وطبرستان يأمرهم أن يأتوا إليه بجيوشهم فأتوا إليه، ثم ضمهم إلى جيشه وسار بهم لبلاد اللكز، - وذلك لأنَّ ملكها أربيس بن بسباس رفض الرضوخ للمسلمين والاستسلام لمروان بن محمد -، مما جعل مروان يشن عليه حملة بعد انتهاء الشتاء، وسار بالجيوش الجرارة وأعداد الجنود الضخمة إلى بلاد اللكز حتى وصل لقرية اسمها بيلستان تقع بجانب نهر السمور، فعسكر بجيشه فيها ثم بدأ يوزع جنوده على شكل كتائب وفيالق ثم أرسلها ووزعها وبعثها إلى كل أنحاء البلد يفتحونه قرية قرية ومدينة مدينة يُحاربون كل شيء يمر بهم ويأسرون ويغنمون، وأخذ بقية الجيش إلى العاصمة التي فيها الملك أربيس ففرض الحصار عليها لمدة سنة كاملة لَم يُغادر المكان، فلمّا طال الحصار على أربيس لَم يتحمل وقرر الهرب فهرب ليلاً منها مع بضعة رجال ومروان لا يعلم، ثم قرر الهرب لملك الخزر لربما يحميه من مروان، وهرب حتى وصل لمدينة دربند عاصمة إمارة أرمينية وأذربيجان، وهناك مر بطريقه بغلام راعي غنم مع غنمه فقال أربيس لأصحابه: «خذوا شاة من غنم هذا الراعي»، فسرق أصحابه من غنمه ثم خيَّم أربيس وجلس في خيمته وتفرق أصحابه عنه فلما عَلِم الغلام أنهم سرقوا منه وكان معه قوس فأطلق سهم على أربيس وقتله، فاجتمع حوله أصحابه وعرف منهم الراعي أنه الملك أربيس فهرب إلى قريته فأخبرهم بالأمر فذهب أهل القرية إلى دربند وأخبروا نائب مروان أسيد بن زافر السلمي الذي ذهب مباشرة لمكان الحدث فألقى القبض على أصحاب أربيس وأمر بأخذ رأس أربيس، ثم نادى ابنه يزيد بن أسيد السلمي (الذي ولاه الخليفة العباسي أبو جعفر المنصور على إمارة أرمينية وأذربيجان لاحقاً)، وقال له أباه: «سر إلى الأمير مروان فضع الرأس بين يديه.»، فذهب يزيد بالرأس حتى وصل للعاصمة الواقعة في بطن نهر السمور ودخل على مروان، فقال له مروان: «كيف أبوك يا يزيد؟»، فقال يزيد: «بخير أصلح الله الأمير! على أني جئتك ببشارة!»، فسأله عن بشارته فأخبره أنه رأس أربيس، فتعجب مروان وقال: «ويحك! أربيس في قلعته وأنت قد أتيتني برأسه!»، فأخبره يزيد عن القصة فأمر مروان بوضع رأس أربيس على رمح وأمرهم برفع الرمح عالياً حتى يراه أهل المدينة وجيشها فيستسلمون ويعلمون أن ملكهم قُتِل، فاستسلموا وخضعوا للمسلمين فأعطاهم مروان الأمان ولَم يقتل منهم أحداً وفرض عليهم الجزية، وفرض عليهم 20 ألف مدي يحملونها كل سنة لدربند، وولى عليهم حاكماً عربياً اسمه خشرم السُلمي، ثم جمع جيشه وغادر بلدهم.
بعدها سار لسوران الواقعة على البحر، ففرض الحصار على عاصمتهم خرش حتى استسلم ملكهم وأذعن بالطاعة لمروان، ففرض عليهم الجزية و10 آلاف مدي كل سنة يحملونها لإمارة أرمينية وأذربيجان، وفرض عليهم أن يُحاربوا مع المسلمين إذا حاربوا الخزر مرة أخرى وأن يكون جنودهم على مقدمة الجيش إذا بدأت الحرب وفي آخر الجيش إذا انتهت الحرب. ثم فرض على سكان فيلانشاه أن يغزوا مع المسلمين أيضاً إذا حاربوا أعدائهم، ثم فرض على سكان طبرسرانشاه أيضاً أن يُحاربون مع المسلمين ولكن موقعهم يكون في ذيل الجيش إذا حاربوا معه وفي مقدمة الجيش بعد انتهاء الحرب، بينما يبقى الجنود المسلمون موقعهم في منتصف الجيش حتى لا يُقتلون أو يُهزمون.
ثم سار بجيشه إلى الرودانية فحاربهم أهلها وانتصر عليهم وفرض الجزية عليهم، ثم جهز جيشان لغزو باب اللان، الجيش الأول أرسله إلى جبل القبق فحاصروا هناك ثلاث حصون وفتحوها ثم دخل أغلبية أهلها إلى الإسلام، والجيش الآخر على رأسه القائد إسحاق بن مسلم العقيلي فحاصر مملكة تومانشاه وفتحوها فأسروا ملكها وأتوا به لمروان فأرسله مروان إلى العاصمة دمشق إلى الخليفة هشام فأكرمه هشام وحرره وأعاده إلى مملكته مع فرض الجزية كل سنة، وخضوع مملكته لسيطرة المسلمين بشكل تام. ثم سار مروان إلى بلاد الملك ورتنيس ففرض عليها الحصار من ثلاثة طُرُق فهرب ورتنيس فقتله أهل خمرين وأرسلوا رأسه لمروان فنصب رأسه لأهل المملكة فاستسلموا له فقتل كل جنودهم وسبى وآسر الكثير منهم وأخضعهم للمسلمين. ثم غزا مسدار وفتحها، ثم دخل أزر وبلاد بطران فصالحه أهلها وخضعوا له.

### فتوحاتاذربيجانوجورجياوأبخازياوإيبيريا القوقازية
دخل مروان بن محمد لجورجيا وغزاها إضافة أبخازيا وإيبيريا القوقازية، بدأ حملته فيهم مِن منطقة كارتلي فغزا ما فيها وفتحها، ثم اتجه إلى شرق جورجيا فدخل منطقة كاخيتي فغزاها وفرض الحصار على أكبر قلاعها أناكوبيا، ولكنه تلقى مقاومة كبيرة من ملوكها أرتشيل وأخيه ميهر الذين ساعدهم في الدفاع عن القلعة ليون الأول ملك مملكة أبخازيا، فلَم يستطع مروان فتحها وكانت أول خسارة له في الحملة فأُجبِر هو والعرب على التراجع وتركها. وخلال التراجع انسحب مروان إلى المناطق الجبلية حتى لا يهجم عليه بقية الجورجيون، ثم غزا منطقة سامتسخي أو مسخيتي وفتحها وفرض الجزية وسيطرته على المنطقة. ثم اتجه إلى جنوب جورجيا لمنطقة ومدينة اودزركي ففتحها وفرض سيطرته عليها. ثم إلى منطقة ارجفيتي ففرض الحصار عليها حتى فتحها وحارب جيشها وهزمه فآسر ملكوها ديفيد وقُسطنطين فقتلهما. ثم توجه إلى تشكومي أو سوخومي وفتحها، ثم اتجه إلى تسيخيغوجي ففتحها، ثم عاد مرة أخرى إلى كاخيتي وفرض الحصار على أناكوبيا، فتقاتل العرب وأهلها كثيراً بشراسة وكانت الحرب سجال بينهم لفترة طويلة إلى أن بدأت الأمطار الغزيرة تهطل على المنطقة إضافة إلى فيصانات البحر فتحمل مروان وجيشه أمام القلعة لفترة طويلة إلى آن غلبتهم الظروف والمشاكل المناخية فاضطروا مروان لأخذ جيشه والانسحاب حتى لا تحصل خسائر فادحة للجيش فانسحب عائداً.

ثم اتجه إلى اذربيجان فغزا بلاد موقان وفتحها، ثم غزا بلاد جيلان وفتحها، ثم غزا بلاد النهر وفتحها، ثم غزا بلاد طالقان وفتحها، وخلال فتوحاته في أذربيجان قَتَل الكثير من جنودهم وآسر وسبى معه أكثر من 10 آلاف منهم، ثم توجه إلى عاصمتها الإسلامية برذعة وأنهى حملته التي استمرت ما بين عام محرم، 114 هـ-مارس، 732 م حتى عام 121 هـ-739 م هناك. وبهذا اتم فتح أغلب المدن غير المسلمة في أرمينية وأذربيجان وبلاد الخزر وجورجيا وداغستان وأبخازيا في القوقاز وأصبح كل السلطة بالمنطقة للمسلمين خصوصاً في جنوب القوقاز.
بعدها انتهت الحملة وكان ذلك في عام 121 هـ، وعاد مروان إلى مدينة دربند عاصمة الإمارة يحكم منها أغلب القوقاز إضافة إلى الجزيرة الفراتية ولَم يغزو بعد هذه الحملة أحد حتى عام 126 هـ عندما قُتِل الخليفة الوليد بن يزيد فعاد مروان إلى الشام ليُنهي الفتنة التي حدثت.

## ما بعد الحملة

### ما حدث لمروان بن محمد وخلافته حتى مقتله
عندما حدثت الفتنة، وحينما قرر بعض أمراء بني أمية خلع الخليفة الوليد بن يزيد عارضهم مروان وكان على رأسهم يزيد بن الوليد بن عبد الملك، راسل مروان ابن عمه سعيد بن عبد الملك من القوقاز ينصحهم أن لا يقتلوا ابن عمهم ويفرقوا كلمتهم ويخرجوا على أمير المؤمنين حتى لا يسخط الله عليهم ويُزيل عنهم النِعم التي يعيشون فيها، ولكن يزيد بن الوليد بن عبد الملك وابن عمه عبد العزيز بن الحجاج بن عبد الملك فعلوا ما أرادوا وقتلوه فاختلف الناس بعده من يُبايعون فبايعوا يزيد، حينها ترك مروان الإمارة وجعل إسحاق بن مسلم العقيلي نائباً عليها وذهب إلى الجزيرة الفراتية عند ابنه عبد الملك وبايع يزيد بن الوليد بن عبد الملك ثم سرعان ما مات يزيد بعد 4 شهور وبايع بعض أهل دمشق أخيه إبراهيم بن الوليد عندها قرر مروان التحرك لإنقاذ الدولة الأموية وانهاء الجدل بين أحفاد الخليفة عبد الملك بن مروان الذين كانوا صبياناً بالعشرينيات بينما مروان في أواخر الخمسينات قريباً من عمر الستين، وكان مروان غاضباً لقتل الوليد بن يزيد غدراً والخروج عليه مع أنه الخليفة الشرعي، وكان عازماً على الانتقام ممن قتله وأحدث فتنة بين الناس هو وكثير من أهل الشام، وما آن مات يزيد بن الوليد حتى انتفض أهل دمشق الغاضبين ونبشوا قبره وصلبوا جثته لأنه قتل الوليد بن يزيد وحاصروا إبراهيم بن الوليد وعبد العزيز بن الحجاج بن عبد الملك وسليمان بن هشام بن عبد الملك ويزيد بن خالد بن عبد الله القسري حتى يُحررون أطفال الوليد بن يزيد الذين كانوا أولياء عهده من قبضتهم، ولكن يزيد بن خالد القسري قرر قتل الطفلان مع بقية أصحاب الوليد بن يزيد حتى لا يَقتلون من قتلوا أباهم الوليد عندما يخرجون. في تلك الأثناء مروان كان بالطريق لدمشق ففرح المسلمون بعودته لأنهم كانوا يُريدون رجلاً عاقلاً يحكمهم بدلاً من الشاب إبراهيم فكان مروان لا يدخل مدينة بالعراق والشام إلا وخلعوا إبراهيم برغبتهم وذهبوا يعرضون الخلافة على مروان وبايعوه على السمع والطاعة، حتى وصل لدمشق فحارب جيش إبراهيم وهزمه فهرب إبراهيم وكثير ممن قتل الوليد بن يزيد ولكن مروان أمسكهم وقتلهم وكان من ضمنهم يزيد بن خالد القسري، ثم سامح مروان إبراهيم بن الوليد وسليمان بن هشام بن عبد الملك وكثير من أحفاد عمه عبد الملك بن مروان وأعادهم إلى دمشق وتصالح معهم وانتهت الفتنة بينهم حتى كانوا لا يُفترقون عن مروان بسبب قربهم منه وعلاقتهم الجيدة، وبايع الجميع مروان. ولكن استغل الخوراج تلك الفتنة فخرجوا بالعراق على مروان فقام وحاربهم بنفسه رغم كِبره في السن وهزمهم في كل المعارك، وكان سليمان بن هشام وإبراهيم بن الوليد يُقاتلون معه، فاستطاع الخارجي الضحاك بن قيس الشيباني التواصل مع سليمان بن هشام وطمعه بأن يخرج على مروان ويصبح الخليفة بدلاً عنه فانضم للضحاك طمعاً بالخلافة والسلطان والجاه وحارب مروان معه، ولكن مروان هزم كل الخوراج فندم سليمان أشد الندم على ما فعل بخروجه على ابن عم أبيه وصاحبه وصهره مروان، ولكن عَلِم أن مروان لن يثق به مجدداً خصوصاً أنه سامح مسبقاً فهرب إلى إمارة الهند الإسلامية واختبئ هناك. خلال كل هذا كان بني العباس يخططون للخروج على بني أمية سراً منذ عهد عمر بن عبد العزيز لمدة 30 سنة يدعون لخلافة بني هاشم بين المرتزقة من الفرس في خراسان وقاموا بقتل كل العرب وكل من يتحدث العربية هناك الذين كانت أعدادهم تقدر بالملايين وذلك على يد عبدهم الفارسي المجهول أبو مسلم الخراساني (الذين أسس دولتهم ثم قتلوه بني العباس فيما بعد)، ثم ظهروا فجأة بجيش فارسي عملاق على رأسه عبد الله بن علي بن عبد الله العباسي (عم الخليفتان السفاح وأبو جعفر المنصور الذي خرج فيما بعد على المنصور فسجنه أبو جعفر حتى مات)، وحاربوا مروان بن محمد وهزموه بصعوبة شديدة في العراق فانسحب مروان بالجيش لمصر، ولكنهم أمسكوا بالمئات من بني أمية من ذرية مروان بن الحكم وأولاد عبد الملك بن مروان وأحفاده وأولاد أحفاده وغيرهم، وكان الكثير منهم أطفالاً صغاراً ورجالاً طاعنون بالسن، فقتلهم عبد الله بن علي بقطع رؤوسهم خلال يوم واحد وبلغ عددهم 300 شخص وصلب جثثهم، وقتل أخيه داود بن علي 80 أموي بالحجاز، ثم ذهب عبد الله للشام بجيشه فقتل كثير من المدنيون وصلبهم ونبش القبور وشوه الجثث وجعل المسجد الأموي 40 يوماً زربية للحيوانات، وبحثوا عنهم في كل مكان وقتلوهم وصلبوا جثثهم، فلَم يفلت من بني أمية إلا الأطفال الرضع (الذين تحت عمر سنتين) أو الذين هربوا للأندلس أو الذين اختبئوا وتنكروا أما البقية قتلوهم بني العباس وعذبوهم وسجنوا قليلاً منهم، وكان سبب القتل والمجازر ببني أمية حتى يرتعبوا من بني العباس ولا يطلبون الخلافة منهم مجدداً أو يخرجون عليهم هم وأنصارهم، وأيضاً قتلوهم خوفاً من أن يعود أحد الأبناء والأحفاد وينتقمون لقتل أهلهم على يد العباسيون، وتعدت مجازر العباسيون إلى أبناء أعمامهم ذرية الحسن بن علي بن أبي طالب وذرية الحسين بن علي بن أبي طالب وذرية جعفر بن أبي طالب حوالي 20 شخصاً سجنوهم وجلدوهم وقتلوهم. ولحقوا مروان لمصر فقاتلهم رغم قلة الذين معه ورفض الاستسلام وفضل القتال حتى الموت فجعل يُقاتلهم بشراسة حتى قُتِل وهو يبلغ من العمر 62 سنة.

### ما حدث في إمارة أرمينية وأذربيجان والخزر
بعد عودة مروان للشام وتركه للإمارة ترك عليها نائباً إسحاق بن مسلم العقيلي الهوازني، وبقى إسحاق والياً عليها حتى زالت الدولة الأموية عام 132 هـ وكان أهل القوقاز يخافون من مروان وهو حيٌ فلَم يُحاربوا المسلمين هناك مرة أخرى إلا بعد وفاة مروان بـ 6 سنين، ثم ولى عليها أبو العباس السفاح شقيقه أبو جعفر المنصور، وعندما توفي السفاح عام 136 هـ وأصبح أبو جعفر المنصور الخليفة ولّى على أذربيجان يزيد بن حاتم، وولى يزيد بن أسيد بن زافر السلمي على أرمينية، فنقل يزيد العاصمة من دربند إلى مدينة برذعة واستقر فيها. ثم أرسل أبو جعفر رسالة ليزيد يقول فيها: «أما بعد فإن بلاد إرمينية لا تستقيم ولا تصلح إلا بمصاهرة الخزر، والرأي عندي أن تصاهر القوم حتى تستقيم البلاد، وإلا فإني خائف عليك وعلى جميع عمالك من الخزر، فإنهم إذا أرادوا واجتمعوا غلبوا، فانظر ولا تخالف أمري واجتهد في مصاهرة الخزر - والسلام -»، أي أنه يخاف أن يغدر الخزر بالمسلمين ويجمعون جيشاً ويعودون يُحاربون المسلمين كما كانوا سابقاً قبل حملة مروان بن محمد عليهم، فأطاع يزيد أبو جعفر وأرسل إلى خاقان الخزر في تلك الفترة وهو غير الذي اعتنق الإسلام، فخطب منه ابنته الأميرة الخزرية خاتون فوافق الخاقان على الزواج وعقد يزيد عليها القران على مهر يُقدر بمئة ألف درهم فضي، ثم زُفت الأميرة خاتون من بلاد الخزر حتى برذعة بموكب ضخم جداً حيثُ أتى معها 10 آلاف عائلة خزرية، وسار معها من الحيوانات أربعة آلاف فرس وألف بغل و10 آلاف جمل خزري من الجمال الصغار وألف جمل تركي من الجمال ذات السنامين و20 ألف شاة، و10 مباني أو محامل تشبه القباب أبوابها مصنوعة من صفائح الذهب والفضة، ومفروشة بالسمور ومجللة بالديباج، وعشرين مباني أو محامل تحمل أمتعة وأواني من الذهب والفضة.
ولما وصلت الأميرة أسكنها يزيد خارج برذعة في مكان اسمه القباب، ثم أرسلت خاتون ليزيد تقول: «ابعث لي نساء من نساء المسلمين حتى يعلمنني الإسلام ويقرئنني القرآن، فإذا تعلمتُ ذلك فشأنك بي»، فأرسل لها يزيد نساء من برذعة فاعتنقت الإسلام وتركت ديانتها، وعلمنها الشرع والعربية وقراءة القرآن، ولَم يبقى قائد من قادات جيش يزيد إلا وأهداها الكثير من الهدايا تهنئة على المصاهرة بين الخزر والمسلمين، وكانت طيلة الوقت تحمل معها سيفها وخنجرها فلما تعلمت الإسلام رمت السيف والخنجر فعَلِم يزيد أنها أعطته الإذن حتى يدخل عليها فدخل عليها واستمر زواجهما سنتين وأربعة أشهر أنجبت خلالها ولدين ليزيد وخلال نفاسها ماتت ومات ولداها. ولما عرف الخزر بموتها انتفضوا ونقضوا السلام بينهم وبين المسلمين فجمعوا جيش يقدر بـ 200 ألف فارس وساروا به إلى دربند أو باب الأبواب كما سماها العرب، فسار إليهم يزيد ومعه 7 آلاف فارس فقط فأرسل يزيد للخليفة المنصور يطلب منه المدد فأصاب الغم أبو جعفر المنصور ولَم يعلم ما يفعل ثم أرسل لجنود الشام يأمرهم بالذهاب ليزيد، فذهب إليه حوالي 10 آلاف رجل ثم أتته جنود العراق وكان أول من أتاه من العراق القائد جبريل بن يحيى مع 10 آلاف ثم القائد مخلد بن الحسن مع 10 آلاف ثم القائد حميد بن قحطبة مع 10 آلاف ثم القائد حرب الرواندي مع 5 آلاف جندي حتى أصبح عددهم 60 ألف جندي من أهل الشام والعراق والجزيرة الفراتية، ثم سار بهم يزيد حتى عبر نهر الكرم ووصل لشروان وحارب الخزر هناك وانتهى المطاف بأن هُزم المسلمون وقتل الخزر أكثرهم ثم نهبوا وسرقوا كل ما مع المسلمين من أموال وأملاك، بعد الهزيمة ذهب يزيد للعراق وأخبر المنصور بما حدث فارتعب المنصور وقال: «ويحك يا يزيد! فما الحيلة؟»، فقال يزيد: «الحيلة أن تجعل في الأبواب أجناداً يرتبون فيها فتكون رداً للخزر وحوزاً للإسلام، وما أرى رأياً غير هذا»، فأرسل المنصور إلى الجنود في العراق والشام والجزيرة الفراتية يستدعيهم حتى جمع 37 ألف جندي وجعل عليهما إبراهيم بن أبي عون والهيثم بن سعد قادة عليهم وسيرهم مع يزيد إلى دربند، وهناك قام يزيد بتجنيدهم على المدينة وأسكنهم أياها مع عائلاتهم ورمم أبواب المدينة من جديد، وأمر ببناء أبوابها التسعة ممدة حتى جبل الكنك. ثم عزل المنصور يزيد وولى مكانه بكار بن مسلم العقيلي أخ إسحاق بن مسلم العقيلي.
بعدها شهدت حروب الخزر والمسلمين هدوءً بالمجمل، وكانت مجرد هجمات بسيطة فقط.

## اقرأ أيضاً
- الحملة الإسلامية على الخزر (112 هـ-114 هـ)
- الحروب الإسلامية الخزرية
- مسلمة بن عبد الملك
- مروان بن محمد